# Somme (affluent de la Somme-Soude)
Pour les articles homonymes, voir Somme.
La Somme est une rivière française de la Champagne crayeuse, confluent avec la Soude de la Somme-Soude, affluent en rive gauche de la Marne, et qui coule dans le département de la Marne.

## Géographie

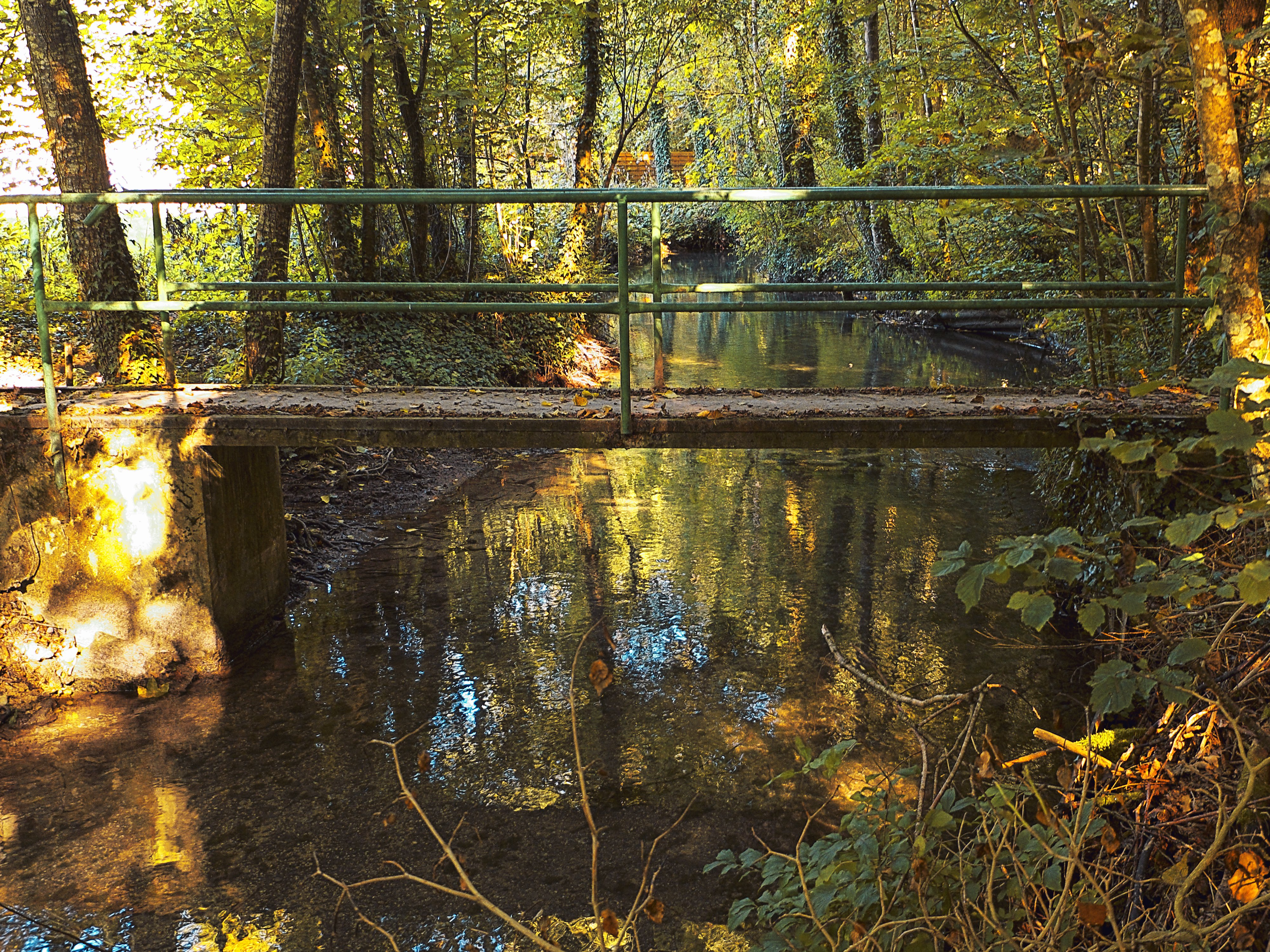
La Somme près du village d'Écury-le-Repos (Marne, France)

Dès sa naissance, dans la commune de Sommesous, la Somme, future Somme-Soude, prend la direction du nord-ouest en passant par Haussimont, Vassimont-et-Chapelaine, Lenharrée, Normée, ensuite au niveau d'Écury-le-Repos, prend la direction du nord-est vers Clamanges puis reçoit les eaux de son seul affluent la Pelle, avant de rejoindre après Villeseneux, la Soude au niveau du hameau de Conflans pour former la Somme-Soude. En réalité, le cours de la Somme est le cours supérieur de la Somme-Soude, la Soude devenant ainsi son affluent.